# 簡易裁判所

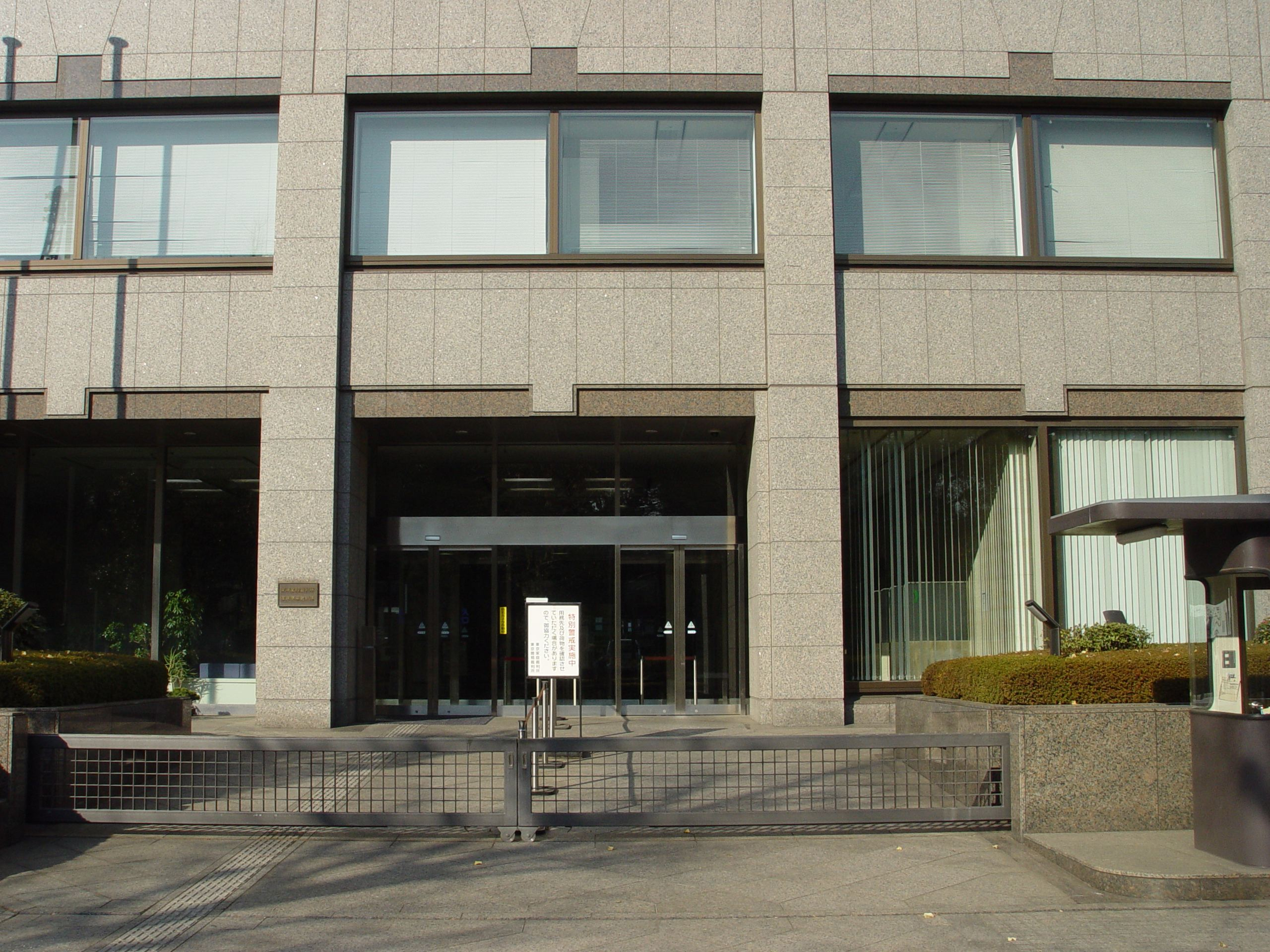
東京簡易裁判所

簡易裁判所（かんいさいばんしょ、英語: Summary Court）は、日常生活において発生する軽微な民事事件・刑事事件を迅速・簡易に処理するための日本の裁判所。略称は簡裁。

## 概説
通常一審事件の管轄を有する地方裁判所に対し、請求金額が一定金額以下の民事事件や、罰金刑（拘留、科料を含む）に該当する刑事事件など、比較的軽微な事件を主に担当する。地方裁判所と違って担当事件に絡んで簡易裁判所が注目されることはほとんどない（例外としてニセ電話事件や電通社員過労自殺事件などがある）。
裁判は裁判官（簡易裁判所判事）1人で行う。簡易裁判所の裁判官は、地方裁判所におかれる判事ではなく、「簡易裁判所判事」（簡裁判事）という職位である。簡裁判事は然るべき経歴や学位を持つ裁判所書記官や法学者など司法試験に合格していない者でも任官資格がある。
裁判以外では、調停委員を交えた当事者間の話し合いにより紛争解決を図る調停も、簡易裁判所の業務である。
裁判所法の立法過程においては、当初は各裁判所をなるべく等質的なものとする趣旨から、簡易裁判所というものは考慮されなかったが、刑事関係で憲法上特に捜査段階における各種の強制処分に裁判官の令状が必要になったので、警察署の近くに裁判官がいないと急を要する場合に間に合わないことが懸念されて、警察署単位の違警罪裁判所的なものが要求されるとともに、民事でも調停や少額事件を処理する民衆に親しみ易い裁判所があってもよいというので、この両方の要求を満たすために、全国に多数設置されることになった。
従来、575箇所に設置されていたが、簡易裁判所の再配置・再編成を定めた昭和62年法律第90号により、昭和63年5月1日以降は452庁となり、その後、同法の残された部分が順次施行された結果、438庁となった。常に慢性的な人手不足の状態で、簡易裁判所判事の多くは1人で複数箇所の裁判所の担当を掛け持ちしなければならず、地域によっては月に1 - 2回程度しか簡易裁判所が開かないなどの深刻な障害が生じている。

## 簡易裁判所の組織

### 簡易裁判所の長
最高裁判所では最高裁判所長官（裁判所法5条1項）、高等裁判所では高等裁判所長官（裁判所法5条2項）、地方裁判所では地方裁判所長（裁判所法29条）、家庭裁判所では家庭裁判所長（名称記述としては裁判所法59条）がその長であるが（そしてこれらについては法律（裁判所法）でその名称が記されているが）、簡易裁判所では裁判所法第37条に規定する裁判官がその長となる（この者についての役職の名称は法律においてその記述が存在していないが、民事訴訟規則においては「裁判所法第三十七条に規定する裁判官」（民事訴訟規則13条より）、官報においては「簡易裁判所における司法行政事務を掌理する者」といった記述がなされており、またそれらから（簡易裁判所の）司法行政事務掌理裁判官又は（（簡易裁判所の）司法行政事務掌理者という名称が用いられたりもする。）。

## 簡易裁判所の裁判権
裁判所法33条によれば、次の事項について第一審の裁判権を有する。
- 訴訟価額が140万円以下（2004年3月31日以前は、90万円以下だった）の請求（行政事件訴訟に係る請求を除く）
- 以下の罪に係る訴訟については他の法律に特別の定めがない限り簡易裁判所が第一審の専属的管轄権を有する
  - 罰金以下の刑（他には拘留、科料）にあたる罪
- 以下の罪に係る訴訟については地方裁判所と第一審について競合的管轄権を有する
  - 選択刑として罰金が定められている罪
  - 常習賭博、賭博場開張等図利（刑法第186条）
  - 横領、盗品譲受け等（刑法252条、256条）

簡易裁判所では、原則として禁錮以上の刑を科することができないが、住居侵入罪、同未遂、常習賭博罪、賭博場開張等図利罪、窃盗罪、同未遂、横領罪、遺失物横領罪、盗品譲受け罪、古物営業法違反、質屋営業法違反またはこれらの罪と他の罪とにつき観念的競合若しくは牽連犯の関係にあってこれらの罪の刑をもって処断すべき事件については、3年以下の懲役刑を科することができる（裁判所法33条2項）。執行猶予、保護観察を付けることもできる。なお、これらの制限を超える刑を科するのが相当と認めるときは、簡易裁判所は事件を地方裁判所に移送しなければならない。

## 民事訴訟における手続
簡易裁判所で民事訴訟を行う場合は、訴訟手続を簡易に行い迅速に解決するための数個の特例的な規則がある（民事訴訟法第2編第8章）。
訴えは口頭で提起することができ、口頭弁論は、書面で準備することを要しない。
- 司法委員
- 少額訴訟制度

## 控訴審
控訴があった場合、民事裁判は地方裁判所（裁判所法24条3号）、刑事裁判は高等裁判所（裁判所法16条1号）で控訴審が実施される。民事の控訴は、地方裁判所は本庁のみで、支部では取り扱わない。刑事の控訴は、高裁の支部でも扱う。

## 簡易裁判所一覧
◎は地家裁本庁所在地、○は地家裁支部所在地、●は家裁出張所所在地を示す。

### 北海道・東北地方
- 北海道：
  - （札幌地方裁判所管内）札幌◎・岩見沢○・室蘭○・小樽○・滝川○・浦河○・岩内○・苫小牧○・夕張●・伊達・静内●
  - （函館地方裁判所管内）函館◎・江差○・松前●・八雲●・寿都●
  - （旭川地方裁判所管内）旭川◎・名寄○・紋別○・留萌○・稚内○・深川●・富良野●・中頓別●・天塩●
  - （釧路地方裁判所管内）釧路◎・帯広○・網走○・北見○・根室○・本別●・遠軽●・標津●
- 青森県：青森◎・弘前○・八戸○・五所川原○・十和田○・むつ●・野辺地●・鰺ヶ沢
- 岩手県：盛岡◎・宮古○・大船渡●・花巻○・水沢○・一関○・二戸○・遠野○・久慈●・釜石
- 宮城県：仙台◎・大河原○・古川○・石巻○・登米○・気仙沼○・築館
- 秋田県：秋田◎・男鹿・能代○・本荘○・大館○・鹿角●・横手○・湯沢・大曲○・角館●
- 山形県：山形◎・新庄○・米沢○・鶴岡○・酒田○・赤湯●・長井●
- 福島県：福島◎・相馬○・郡山○・白河○・会津若松○・いわき○・棚倉●・田島●・福島富岡

### 関東地方
- 茨城県：水戸◎・土浦○・下妻○・日立○・龍ケ崎○・麻生○・笠間・常陸太田・石岡・取手・下館・古河
- 栃木県：宇都宮◎・真岡○・大田原○・栃木○・足利○・小山
- 群馬県：前橋◎・高崎○・桐生○・太田○・沼田○・群馬富岡・中之条●・伊勢崎・館林・藤岡
- 埼玉県：さいたま◎・越谷○・熊谷○・川越○・秩父○・川口・大宮・久喜●・飯能●・所沢・本庄
- 千葉県：千葉◎・佐倉○・千葉一宮○・松戸○・木更津○・館山○・八日市場○・佐原○・市川●・銚子・東金
- 東京都：東京◎（墨田庁舎）・八王子・八丈島●・伊豆大島●・新島・立川○・武蔵野・青梅・町田
- 神奈川県：横浜◎・川崎○・相模原○・横須賀○・小田原○・神奈川・保土ケ谷・厚木・鎌倉・藤沢・平塚

### 北陸・中部地方
- 新潟県：新潟◎・三条○・新発田○・長岡○・高田○・佐渡○・新津・村上●・十日町●・柏崎●・南魚沼●・糸魚川●
- 富山県：富山◎・魚津○・高岡○・砺波●
- 石川県：金沢◎・小松○・七尾○・輪島○・珠洲●
- 福井県：福井◎・武生○・敦賀○・大野・小浜●
- 山梨県：甲府◎・都留○・鰍沢・富士吉田
- 長野県：長野◎・飯山●・上田○・佐久○・松本○・木曽福島●・大町●・諏訪○・岡谷・飯田○・伊那○
- 岐阜県：岐阜◎・大垣○・高山○・多治見○・御嵩○・郡上●・中津川●
- 静岡県：静岡◎・沼津○・富士○・下田○・浜松○・掛川○・清水・熱海●・三島・島田●
- 愛知県：名古屋◎（刑事係 - 交通部）・岡崎○・豊橋○・一宮○・半田○・春日井・瀬戸・津島・犬山・安城・豊田・新城

### 近畿地方
- 三重県：津◎・松阪○・伊賀○・四日市○・伊勢○・熊野○・鈴鹿・桑名・尾鷲●
- 滋賀県：大津◎・彦根○・長浜○・高島●・甲賀・東近江
- 京都府：京都◎・園部○・宮津○・舞鶴○・福知山○・伏見・右京・向日町・木津・宇治・亀岡・京丹後
- 大阪府：大阪◎（交通分室）・堺○・岸和田○・大阪池田・豊中・吹田・茨木・東大阪・枚方・富田林・羽曳野・佐野
- 兵庫県：神戸◎・伊丹○・尼崎○・明石○・柏原○・姫路○・社○・龍野○・豊岡○・洲本○・西宮・篠山・加古川・浜坂●
- 奈良県：奈良◎・葛城○・五條○・宇陀・吉野●
- 和歌山県：和歌山◎・田辺○・御坊○・新宮○・湯浅・妙寺●・橋本・串本

### 中国・四国地方
- 鳥取県：鳥取◎・倉吉○・米子○
- 島根県：松江◎・出雲○・浜田○・益田○・西郷○・雲南●・川本●
- 岡山県：岡山◎・倉敷○・新見○・津山○・玉野●・児島●・玉島●・笠岡●・高梁・勝山
- 広島県：広島◎・呉○・尾道○・福山○・三次○・東広島・可部・大竹・竹原・府中・庄原
- 山口県：山口◎・周南○・萩○・岩国○・下関○・宇部○・防府・長門・柳井●・船木●
- 徳島県：徳島◎・阿南○・美馬○・鳴門・吉野川・徳島池田●・牟岐●
- 香川県：高松◎・丸亀○・観音寺○・土庄●・善通寺
- 愛媛県：松山◎・大洲○・西条○・今治○・宇和島○・八幡浜・新居浜・四国中央・愛南●
- 高知県：高知◎・須崎○・安芸○・中村○

### 九州・沖縄地方
- 福岡県：福岡◎・飯塚○・直方○・久留米○・柳川○・大牟田○・八女○・小倉○・行橋○・田川○・宗像・甘木●・うきは・折尾
- 佐賀県：佐賀◎・武雄○・唐津○・鳥栖・鹿島●・伊万里
- 長崎県：長崎◎・大村○・島原○・佐世保○・平戸○・壱岐○・五島○・厳原○・諫早●・新上五島●・上県●
- 熊本県：熊本◎・宇城・荒尾・玉名○・山鹿○・阿蘇○・高森●・御船●・八代○・水俣●・人吉○・天草○・牛深●
- 大分県：大分◎・別府・臼杵・杵築○・佐伯○・竹田○・中津○・豊後高田●・日田○
- 宮崎県：宮崎◎・日南○・都城○・延岡○・西都・小林・日向●・高千穂●
- 鹿児島県：鹿児島◎・名瀬○・加治木○・知覧○・川内○・鹿屋○・伊集院・種子島●・屋久島●・徳之島●・大口●・大隅・加世田・指宿●・出水・甑島
- 沖縄県：那覇◎・沖縄○・名護○・平良○・石垣○